# 652
652 foi um ano bissexto do século VII que teve início a um domingo e terminou a uma segunda-feira, segundo o Calendário Juliano. As suas letras dominicais foram A e G. Segundo o horóscopo chinês, foi o ano do Rato.
| Ano completo                       |
| ---------------------------------- |
| Ano bissexto com início ao domingo |

## Nascimentos
- Clotário III - rei dos Francos